# تشارلز إتش. مارتن
تشارلز إتش. مارتن هو محامي وسياسي أمريكي، ولد في 28 أغسطس 1848 في يونغسفيل في الولايات المتحدة، وتوفي في 19 أبريل 1931 في بولكتون في الولايات المتحدة. نشط حزبياً في حزب الشعب. وقد انتخب عضو مجلس النواب الأمريكي ‏.